# Václav Volf
Václav Volf (17. ledna 1893, Máslojedy – 24. listopadu 1942, Berlín) byl československý legionář, brigádní generál (divizní generál in memoriam) československé armády, příslušník protifašistického odboje, který byl popraven nacisty.

## Život a působení
Narodil se v rolnické rodině, jeho otec Josef Volf byl místní kronikář a založil muzeum připomínající bitvu u Hradce Králové. Otcův bratr Václav Volf byl generálem rakousko-uherské armády. Po maturitě na královéhradeckém gymnáziu (1909) vystudoval dělostřeleckou kadetní školu v Traiskirchenu (absolvoval 18. 8. 1913) a stal se podporučíkem. Dne 1. srpna 1914 byl v rámci 1. světové války odvelen na ruskou frontu, to již jako poručík. Dne 14. září 1914 tam byl zajat.
Dne 18. února 1916 se v Taškentu přihlásil do československých legií. Postupně prošel československými legiemi v Rusku, Srbsku, ve Francii a v Itálii. Dne 5. prosince byl povýšen na kapitána italských legií a zúčastnil se vojenského střetnutí Československa a Polska o Těšínsko. Potom se zúčastnil maďarsko-československé války. Dne 24. září 1919 se stal důstojníkem z povolání.
V roce 1920 působil jako dělostřelecký referent u Generálního inspektorátu čs. branné moci. O tři roky později (1923) absolvoval České učení pro konzulární a diplomatickou službu v Praze a povýšil do hodnosti majora. V roce 1925 dokončil válečnou školu a stal se majorem generálního štábu a zástupcem velitele Dělostřeleckého pluku 101, o rok později velitelem 1. oddílu Dělostřeleckého pluku 1 v Praze. V roce 1927 se dočkal dalšího povýšení, a to na podplukovníka generálního štábu. V letech 1928 až 1929 působil jako příslušník dělostřeleckého oddělení na ministerstvu národní obrany. Plukovníkem se stal v roce 1931. V říjnu toho roku začal působit jako velitel Dělostřeleckého pluku 1 v Praze. Následně taky začal přednášet dělostřeleckou taktiku na Válečné škole v Praze.
Zvyšoval si kvalifikaci (také ve Francii) a vykonával různé velitelské funkce v československé armádě. Od 16. října 1934 byl v hodnosti plukovníka velitelem 5. polní dělostřelecké brigády v Českých Budějovicích. Od 1. ledna 1937 byl velitelem dělostřelectva 5. pěší divize v Českých Budějovicích. Dne 1. července 1937 byl povýšen na brigádního generála. Při všeobecné mobilizaci v roce 1938 byl velitelem dělostřelectva 1. sboru ve Voticích. Ke dni 21. srpna 1939 byl penzionován.
Po německé okupaci dělal v zemské samosprávě, od října 1939 dělal zdravotního radu v ústavu pro duševně choré v Horních Beřkovicích.
Zúčastnil se protinacistického odboje v rámci jihočeského krajského velitelství vojenské odbojové organizace Obrana národa. Dne 14. února 1940 byl zatčen gestapem a dne 26. června 1942 byl odsouzen k trestu smrti. Dne 24. listopadu 1942 byl v Berlíně, Plötzensee popraven gilotinou.
V roce 1946 byl in memoriam povýšen na divizního generála.

## Vyznamenání
Byl nositelem různých našich i zahraničních vyznamenání, mj. byl nositelem Československého válečného kříže 1914–1918, Řádu italské koruny, Řádu rumunské koruny 2. třídy, Řádu rumunské hvězdy (Ordinul Steau Romäniei eu spade in gradul de Commandor cu paglica de Virtute Militara). In memoriam byl vyznamenán Československým válečným křížem 1939.
Byl držitelem Československé revoluční medaile, Československé medaile Vítězství, Pamětní medaile na sjednocení Itálie, rumunského Pamětního kříže na válku 1916-1919, Pamětní medaile na válku 1914-1918 (Spomenica za rat Oslobodjenja i Ujedinjenja 1914-1918), francouzské Pamětní medaile na válku 1914-1918 (Médaille commémorative de la Grande Guerre).

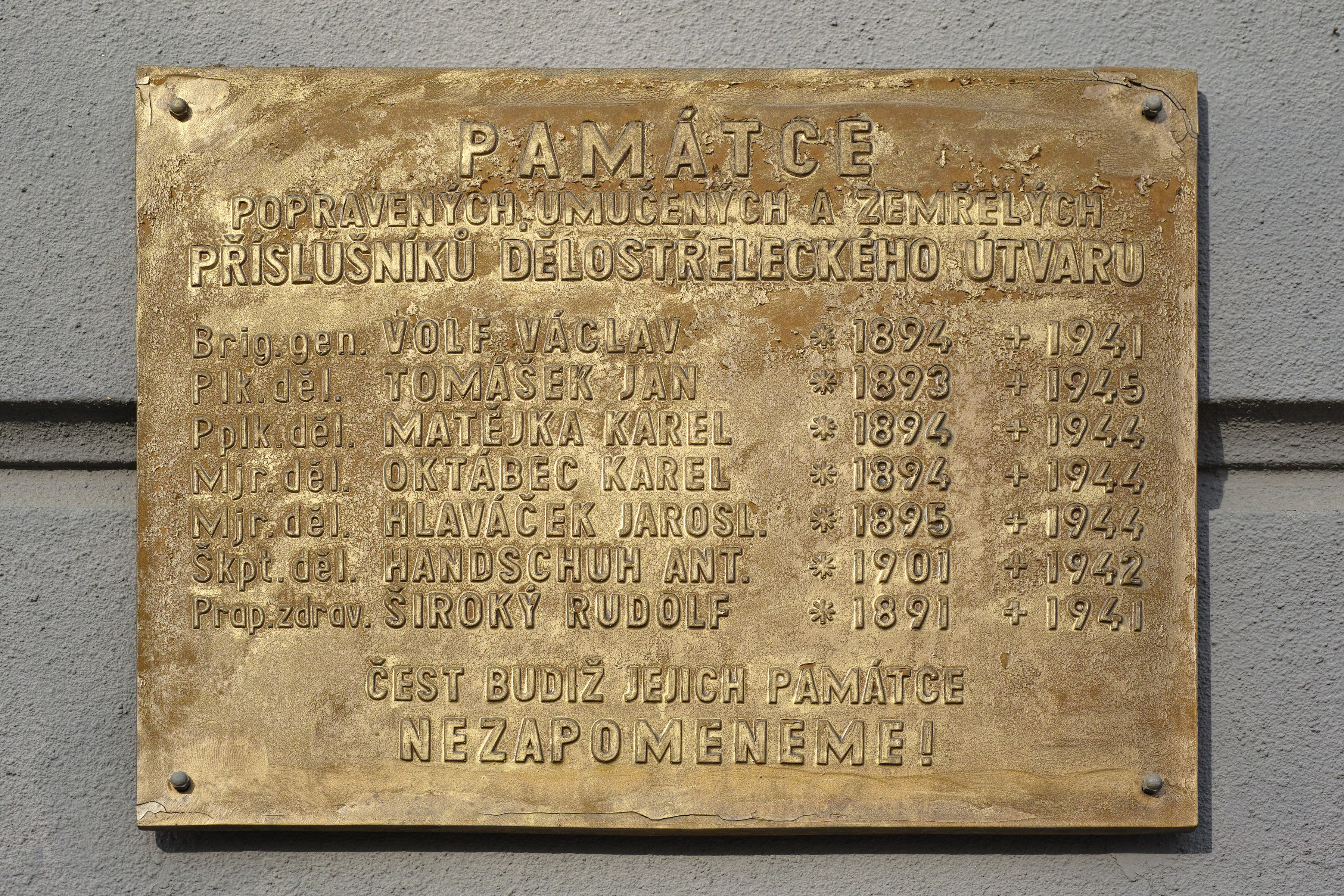
Pamětní deska na budově Krajského vojenského velitelství v Českých Budějovicích

## Uctění památky
V Českých Budějovicích je po Václavu Volfovi pojmenována ulice. Na rodném domě v Máslojedech je pamětní deska. Jeho jméno je uvedeno na pamětní desce věnované příslušníkům dělostřeleckého útvaru popraveným, umučeným a zemřelým za druhé světové války, která je umístěna na budově Krajského vojenského velitelství v Českých Budějovicích.